# Guanzate
Guanzate (lombardul: Guanzaa) település Olaszországban, Lombardia régióban, Como megyében. Lakosainak száma 5732 fő (2023. január 1.). Guanzate Appiano Gentile, Cadorago, Cassina Rizzardi, Fenegrò, Lomazzo, Bulgarograsso, Cirimido, Fino Mornasco és Veniano községekkel határos.

## Népesség
A település lakossága az elmúlt években az alábbi módon változott:
| Lakosok száma | 5779 | 5834 | 5732 |
|               | 2017 | 2018 | 2023 |